# Blaggers ITA
Blaggers ITA, également stylisé Blaggers Ita, est un groupe de punk rock britannique, originaire de Londres, en Angleterre. Il est actif entre 1988 et 1995. Les Blaggers ITA son notés pour leurs discours et activisme anti-fasciste et de gauche.

## Biographie

### Débuts (1988–1989)
En 1988, le guitariste Steve Serious et le bassiste Matt Vinyl, deux militants trotskystes londoniens, décident de former un groupe de musique auquel se joignent Jez the Jester (batterie), Matthew « Matty Blag » Roberts et Tim « Bilko » Wells, les deux chanteurs étant auparavant membres du groupe oi! Complete Control. Ensemble, ils forment The Blaggers, et se positionnent d'entrée comme un groupe au discours clairement antifasciste, au milieu d'une scène punk et oi! anglaise plutôt dominée à l'époque par des groupes apolitiques ou certains ouvertement d’extrême droite. 
En 1989, le groupe enregistre un premier album On Yer Toez qui sort sur Oi! Records, le label du gallois Roddy Moreno (également fondateur du SHARP) qui avait déjà édité l'unique album de Complete Control. Le style musical des Blaggers s'affirme comme du street punk revendicatif et révolté avec deux chanteurs. Pour l'un de leurs premiers concerts, les Blaggers jouent à Londres en première partie des vétérans Angelic Upstarts, qui viennent d'être récemment menacé par l'organisation fasciste Blood and Honour. Le concert, organisé par l'association anti-raciste Cable Street Beat sous la protection des militants de l'Anti-Fascist Action et de la Red Action. Les Blaggers assurent ensuite les premières parties de groupes comme The Price, The Neurotics ou encore Attila the Strockbrocker, mais lorsqu'ils quittent Londres pour jouer ailleurs en Angleterre, ils sont souvent attaqués par des skinheads fascistes. Face à cette situation, le batteur Jez the Jester préfère quitter le groupe. Les Blaggers récupèrent alors la camionnette blindée de Mensi, le leader des Angelic Upstarts, pour assurer leurs déplacements. Ils entament ensuite une tournée européenne, qui passe essentiellement par l'Allemagne.

### Dernières activités (1990–1995)
En 1990, de retour en Angleterre, de nombreux changements s'opèrent au sein des Blaggers. Politiquement, le groupe veut toujours afficher son radicalisme mais sans forcément proclamer des slogans, et musicalement, les Blaggers souhaitent s'ouvrir à de nouvelles sonorités pour toucher un public plus large. Bilko désapprouve cette évolution et quitte le groupe, tandis qu'arrivent Jason Cook, le nouveau batteur et Brendan Hodges à la trompette. Brendan propose d'ailleurs de rebaptiser le groupe : Blaggers ITA, acronyme de In the Area (littéralement « dans la place »). 
Les Blaggers ITA enregistrent de nouveaux singles, It's Up to You, puis Beirut, dans lequel se trouve le morceau Ten Years On commémorant la grève de la faim de Bobby Sands et de ses camarades. Cette prise de position en faveur de l'IRA et leur soutien (notamment financier par le biais de concerts de soutien) aux organisations d’extrême-gauche anglaises telles Cable Street Beat, Anti-Fascist Action ou Red Action, font de Blaggers ITA la cible privilégiée des mouvements d'extrême-droite anglaise qui les inscrivent sur leur liste noire. C'est pourquoi il est paradoxalement plus facile pour les Blaggers ITA de jouer à l'étranger et une nouvelle tournée de 60 dates est organisée à travers l'Allemagne en 1991.  Ils sont cette fois accompagné par un de leurs amis, Christy, un DJ de house music, qui les aide comme roadie. Christy suggère d'incorporer des samples et des mix de musique électronique aux morceaux joués par le groupe, mais surtout lui-même n'hésite pas à prendre le micro en rappant aux côtés de Matty Blag. Cette nouvelle définition musicale, une fusion entre rap et punk rock va devenir la nouvelle identité des Blaggers ITA. Elle se retrouve sur leur mini-album Blaggamuffin, qui sort en novembre 1991.
En 1993, ils signent avec le label EMI, et comptent trois singles à léger succès. En 1994, le groupe publie son dernier album, Bad Karma, au label EMI. Ils sont jetés du Reading Festival. Matty est renvoyé du groupe en été 1995, et Blaggers ITA se sépare en factions, et perd son contrat avec Parlophone. Matty Blag décède à la suite d'une surdose médicamenteuse le 22 février 2000,. 

### Blaggers AKA (2002)
Une nouvelle version du groupe appelée Blaggers AKA se forme en 2002. Cette formation joue quelques concerts et festivals en Europe, dont un au bénéfice de l'Independent Working Class Association.

## Discographie

### Albums studio
- 1989 : On Yer Toez (Oi! Records)
- 1990 : New Kids on the Blag (Words of Warning)
- 1991 : Blaggamuffin (Words of Warning)
- 1993 : United Colours of Blaggers ITA (Words of Warning)
- 1995 : Bad Karma (EMI)

### Singles et EP
- 1990 : Victory to ANC  (flexidisc autoproduit)
- 1990 : It's Up to You  (Network 90 Records)
- 1990 : Beirut (Knock Out Records)
- 1992 : Here's Johnny (Words of Warning)
- 1992 : The Way We Operate (Fluffy Bunny Records)
- 1993 : Stresss  (Parlophone)
- 1993 : Oxygen (Parlophone)
- 1993 : Abandon Ship (Parlophone)
- 1994 : Mantrap (Parlophone)
- 1995 : Thrill Her With a Gun (Damage Good)
- 1995 : Guns of Brixton (Disinformation)
- 1995 : Session (Disinformation)

### Apparition
- 1992 : Fuck Fascism, Fuck Capitalism, Society's Fucked (compilation Knock Out Rds)